# 魏诺尔斯海姆
魏诺尔斯海姆是德国莱茵兰-普法尔茨州的一个市镇。总面积5.92平方公里，总人口708人，其中男性373人，女性335人（2011年12月31日），人口密度120人/平方公里。